# Herl

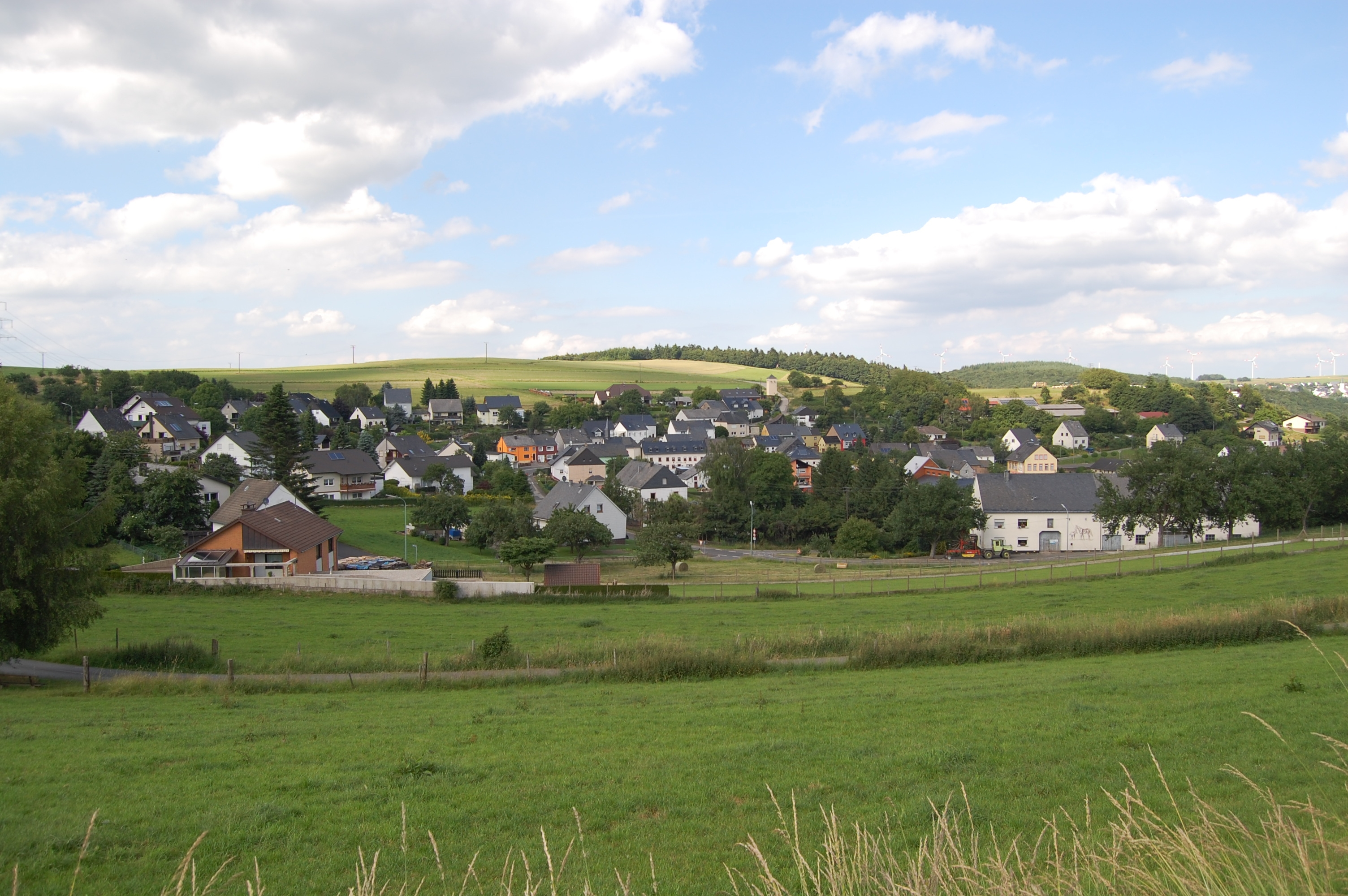
Blick von Süden

Herl (moselfränkisch: Herdel [hɛɐdəl]) ist eine Ortsgemeinde im Landkreis Trier-Saarburg
in Rheinland-Pfalz. Sie gehört der Verbandsgemeinde Ruwer an, die ihren Verwaltungssitz in Waldrach hat.

## Geographie
Herl liegt an der Landesstraße 149, die von Osburg-Neuhaus nach Bescheid (Hunsrück) führt.
Naturräumlich lässt sich das Gemeindegebiet dem Osburger Hunsrück zuordnen.
Zu Herl gehört auch der Wohnplatz „Kaffeemühle“ (Herlermühle) am Lorscheider Bach. Am Thommer Bach stand früher die Thommer Mühle.
Umliegende Gemeinden sind Fell, Lorscheid, Farschweiler, Osburg und Thomm.

## Geschichte
Der Ort wird als Erlon im Urbar der Trierer Abtei St. Maximin um 1200 erstmals erwähnt.
Von der zweiten Hälfte des 17. Jahrhunderts bis zum Ende des 18. Jahrhunderts stand Herl („Herll“) unter der Landeshoheit von  Kurtrier und war dem Amt Maximin, Hochgericht Fell, zugeordnet.
Das Linke Rheinufer wurde 1794 im ersten Koalitionskrieg von französischen Revolutionstruppen besetzt. Von 1798 bis 1814 war Herl ein Teil der Französischen Republik (bis 1804) und anschließend des Französischen Kaiserreichs, zugehörig dem Saardepartement. Auf dem Wiener Kongress (1815) kam die gesamte Region nach der Niederlage Napoleons an das Königreich Preußen.
Die Kapelle von Herl aus dem Jahre 1846 ist nachweislich die dritte an dieser Stelle. Sie hat einen Holzaltar aus dem 18. Jahrhundert und eine Holzfigur des hl. Quirinus, der Schutzpatron des Ortes ist.
Nach dem Ersten Weltkrieg gehörte das gesamte Gebiet zum französischen Teil der Alliierten Rheinlandbesetzung. Nach dem Zweiten Weltkrieg wurde Herl innerhalb der französischen Besatzungszone Teil des damals neu gebildeten Landes Rheinland-Pfalz.

### Bevölkerungsentwicklung
Die Entwicklung der Einwohnerzahl von Herl, die Werte von 1871 bis 1987 beruhen auf Volkszählungen:
| Jahr | Einwohner |
| ---- | --------- |
| 1815 | 140       |
| 1835 | 206       |
| 1871 | 190       |
| 1905 | 208       |
| 1939 | 212       |
| 1950 | 199       |
| 1961 | 195       |

| Jahr | Einwohner |
| ---- | --------- |
| 1970 | 231       |
| 1987 | 258       |
| 1997 | 226       |
| 2005 | 254       |
| 2011 | 277       |
| 2017 | 248       |
| 2023 | 257       |

## Politik

### Gemeinderat
Der Ortsgemeinderat in Herl besteht aus sechs Ratsmitgliedern, die bei der Kommunalwahl am 9. Juni 2024 in einer Mehrheitswahl gewählt wurden, und dem ehrenamtlichen Ortsbürgermeister als Vorsitzendem.

### Ortsbürgermeister
Peter Ebner wurde am 26. August 2024 Ortsbürgermeister von Herl. Da bei der Direktwahl am 9. Juni 2024 kein Wahlvorschlag eingereicht wurde, oblag die Neuwahl des Bürgermeisters gemäß rheinland-pfälzischer Gemeindeordnung dem Rat, der sich auf seiner konstituierenden Sitzung für Peter Ebner entschied.
Die Vorgänger waren:
- Thomas Jost (2017 bis 2024)[10][11][7]
- Artur Jäckels (2004 bis 2017)[12]
- Franz Koster (bis 2004)

### Wappen
| Wappen von Herl | Blasonierung: „Von Silber über Schwarz geteilt, oben ein rotes Glevenkreuz, unten 9 (5:4) goldene Kugeln.“ |
| Wappen von Herl | Wappenbegründung: Herl gehörte einstmals zur Abtei Echternach (1095), ihr Wahrzeichen war das Glevenkreuz. Der Schutzheilige der Gemeinde Herl ist der heilige Quirinus von Rom, ihm ist auch die Herler Kapelle geweiht. Das Attribut des Heiligen sind die neun goldenen Kugeln, die das Wappen Herls in der unteren Hälfte zeigt. Das Herler Wappen kann also als eine Dokumentation der kirchlich-weltlichen Herrschaft in der oberen Hälfte (Abtei Echternach) gesehen werden. In der unteren Hälfte entsteht darüber hinaus eine religiöse Standortbestimmung, in dem Herls Verbundenheit mit dem Heiligen Quirinus dokumentiert wird. |

## Sehenswürdigkeiten
Eine Sehenswürdigkeit und beliebtes Kletterziel sind die in der Nähe des Dorfes im Herler Wald gelegenen Felsenformationen Herler Wacken am Schiefer-Wackenweg und der an der Landesstraße in Richtung Lorscheid gelegene Quarzitblock Herler Felsen.
Siehe auch:
- Liste der Kulturdenkmäler in Herl
- Liste der Naturdenkmale in Herl

## Wirtschaft und Infrastruktur
In Herl gibt es kleine und mittlere Unternehmen sowie einen Demeter-Hof.
Örtliche Medien sind der Trierische Volksfreund, der Wochenspiegel und das Amtsblatt der Verbandsgemeinde Ruwer.